# 大薩索山國家公園
大薩索山國家公園（Gran Sasso and Monti della Laga National Park）是位於義大利阿布魯佐大區的一個國家公園，成立於1991年。大薩索山國家公園的面積是2,014平方（778平方英里），橫跨泰拉莫省、拉奎拉省、佩斯卡拉省，還有小部分地區位於列蒂省和阿斯科利皮切諾省。國家公園內的地形主要是山地。大薩索山國家公園是歐洲最大的自然保護區之一，擁有歐洲最南端的冰川。大薩索山國家公園也是歐洲生物多樣性最豐富的地區與之一，是超過兩千種植物的棲息地，其中一些是大薩索山地區的特有種，包括阿布魯佐高山火絨草。大薩索山國家公園也有許多珍貴的野生動物，如阿布魯佐羚羊。
42°31′36″N 13°32′11″E / 42.52667°N 13.53639°E